# David Frigout
David Pierre André Frigout (Lorient, 8 maggio 1973) è un ex cestista francese.

## Palmarès
- Campionato francese: 2

CSP Limoges: 1999-2000
ASVEL: 2001-02
- Coppa di Francia: 2

CSP Limoges: 2000
ASVEL: 2001
- Coppa Korać: 1

CSP Limoges: 1999-2000